# Mezinárodní centrum zahraničního obchodu Senegalu
Mezinárodní centrum zahraničního obchodu Senegalu (francouzsky Centre international du Commerce extérieur du Sénégal, zkr. CICES) je výstaviště a konferenční centrum, které se nachází v senegalské metropoli Dakar.
Modernistický areál vznikl na přelomu 60. a 70. let 20. století. Extravagantně pojaté objekty odkazují na období první dekády nezávislosti Senegalu, kdy se země otevírala světu a její tehdejší vedení toužilo po vhodné reprezentaci nového státu na mezinárodní scéně. Areál vznikl podle projektu francouzských architektů Jeana Francoise Lamoureuxe a Jeana-Louise Marina. Jednalo se o dvojici ve Francii nepříliš známých architektů. Dvojice u jednotlivých objektů použila velmi syté barvy, mozaiky a psychedelické prvky typické pro první polovinu 70. let 20. století.
Komplex, který má řadu prvků brutalistické architektury je rozčleněn celkem na čtyři části, které tvoří:
- Pavilon Senegalu (který zároveň slouží jako vstupní hala)
- Sedm regionálních pavilonů, které slouží pro výstavy
- Další výstavní haly, které mohou sloužit pro větší a rozsáhlejší výstavy.
- Kongresové centrum

Jednotlivé části areálu jsou spojené krytými chodbami. Nápadné jsou střechy jednotlivých staveb a prvek trojúhelníku, který se opakuje nejen u jednotlivých objektů, ale dokonce i v samotném půdorysu areálu.